# برايان دويل (مجدف)
برايان دويل (بالإنجليزية: Brian John Doyle)‏ هو مجدف أسترالي، ولد في 18 أغسطس 1930 في ملبورن في أستراليا، وتوفي بنفس المكان في 1 يونيو 2008.

## وصلات خارجية
- برايان دويل على موقع الاتحاد الدولي للتجديف (الإنجليزية)
- برايان دويل على موقع اللجنة الأولمبية الدولية (الإنجليزية)
- برايان دويل على موقع أوليمبيديا (الإنجليزية)
- برايان دويل على موقع اللجنة الأولمبية الأسترالية (الإنجليزية)